# Tetsuji Hiratsuka
Tetsuji Hiratsuka (Kyoto, Japó, 6 de novembre de 1971) és un golfista professional japonès. Guanyà cinc vegades el Japan Golf Tour i representà al Japó en el 2007 Omega Mission Hills World Cup junt amb Hideto Tanihara.